# Jackbox Games
Jackbox Games, Inc. (ранее Jellyvision Games, Inc.) — американская студия видеоигр, основанная в Чикаго, штате Иллинойс, наиболее известная по серии игр для вечеринок на основе викторин You Don’t Know Jack. Основанная Гарри Натаном Готлибом, компания работала под названием Jellyvision Games с 1995 года до своего закрытия в 2001 году. После семи лет бездействия Jellyvision Games была возрождена в 2008 году, а в 2013 году компания провела ребрендинг под названием Jackbox Games.

## История
Самое раннее воплощение Jackbox Games было основано в 1989 году Гарри Натаном Готлибом как образовательная развлекательная компания под названием Learn Television. До разработки игры You Don’t Know Jack компания создала детскую викторину под названием That’s a Fact, Jack!. В 1995 году компания переименовалась в Jellyvision и разработала первое издание You Don’t Know Jack; первоначально это была компьютерная игра, ее успех создал франшизу, и Jellyvision выпустила многочисленные партии You Don’t Know Jack с 1995 по 1998 год.
В 2001 году рынок компьютерных игр изменился, поскольку игроки перешли с персональных компьютеров на домашние консоли шестого поколения, что повлияло на спрос на CD-ROM игры. Jellyvision попыталась выйти на рынок с консольными версиями You Don’t Know Jack, но эти игры оказались неудачными. Компания была вынуждена резко сократить свой штат, сократив его с 75 до примерно 6 человек. Впоследствии Jellyvision Games была отложена, и в следующем году Готлиб запустил новую компанию под названием Jellyvision Lab. Отказавшись от игр, Jellyvision Lab сосредоточилась на бизнес-программном обеспечении, разработав технологию под названием «интерактивный диалоговый интерфейс», вдохновленную голосовым интерфейсом You Don’t Know Jack. Эти интерактивные разговорные продукты имели успех, отчасти из-за клиентов, которые были поклонниками серии «You Don’t Know Jack».
В 2008 году, когда сетевые консоли и мобильные устройства стали популярными, Jellyvision Games была возобновлена как дочерняя компания Jellyvision Lab, наняв Майка Билдера для руководства студией. Компания стремилась оживить You Don’t Know Jack для этих новых систем, впоследствии выпустив приложение iOS и, в партнерстве с THQ, консольную версию в 2011 году. Позже Студия разработала версию игры для Facebook, что позволило им постоянно предоставлять новые мелочи; позже игра расширилась и включила автономное мобильное приложение, которое позволяет обмениваться данными и конкурировать с версией Facebook. Эта игра, ныне несуществующая, была удостоена звания «Социальная игра года» в номинации Spike Video Game Awards в 2012 году.
Ближе к концу 2011 года Jellyvision Games была выделена в отдельную компанию. В июне 2013 года студия провела ребрендинг под названием Jackbox Games и объявила, что продолжит заниматься разработкой социальных игр для современных платформ, включая мобильные устройства и домашние развлекательные устройства, такие как Roku и Ouya.
За это время компания представила уникальную функцию, которая позволила играть в игру с использованием смартфонов и планшетов в качестве контроллеров, а не реальных игровых контроллеров. Jackbox Games выпустила еще несколько приложений, включая Clone Booth (юмористическое приложение для манипулирования фотографиями) и игры Lie Swatter (игра в поиск лжи дурацких фактов) и Word Puttz (игра в слова на тему мини-гольфа), прежде чем снова переключить свое внимание на консоли с выпуском 2014 года Fibbage: The Hilarious Bluffing Party Game. Fibbage впервые появился на Amazon Fire TV, но вскоре после этого был выпущен в качестве цифрового названия только на Xbox One, PlayStation 3 и PlayStation 4 в сентябре 2014 года. Fibbage также использует технологию phones-as-controllers, позволяющую игрокам вводить блеф, чтобы обмануть других игроков, и позволяя до 8 игрокам играть в одной комнате (никакие реальные физические контроллеры не используются для игры).
Fibbage оказался успешным с игроками, особенно с использованием потоковых медиа-сервисов, таких как Twitch. Компания увидела в этом потенциал, и в 2014 году упаковала Fibbage, You Don’t Know Jack и три Другие игры, которые были разработаны для того, чтобы играть с другими по потоку, а также создавать высокоценный продукт для потребителей. Это был первый пакет партии The Jackbox Party Pack, и они продолжали работать над этим подходом, выпуская новый пакет партии каждый год.
Adweek признал генерального директора Jackbox Алларда Лабана одним из 12 лучших цифровых новаторов в 2017 году за то, что он смог вернуть компанию из ее борьбы за сокращение в 2001 году.
В 2018 году You Don’t Know Jack была показана на выставке Chicago New Media 1973—1992, куратором которой был jonCates.
В первой половине 2020 года большая часть населения планеты была вынуждена оставаться дома в результате пандемии COVID-19. Игры Jackbox, в частности пакет Jackbox Party Pack с легкой интеграцией с приложениями видеоконференцсвязи, стали очень популярными как способы скоротать время и пообщаться с друзьями и семьей, что привело к расширению возможностей сервера Jackbox для поддержки возросшей популярности игр. Они также организовали специальные благотворительные игровые потоки Jackbox со знаменитостями, чтобы собрать деньги для благотворительных организаций, реагирующих на пандемию, и к маю 2020 года собрали более 500 000 долларов США.

## Игры

### You Don’t Know Jackseries (2011—2012)
Jackbox Games была основана, чтобы вернуть премьерное название Jellyvision, You Don’t Know Jack, которое до 2011 года не публиковалось с 2002 года. Возрождение стремилось использовать преимущества новых технологий, таких как современные консоли и мобильные игры, связанные с интеграцией Facebook. Игра Jackbox принесла на рынок три из этих автономных названий:
- You Don’t Know Jack — 2011 — Для персональных компьютеров и консолей
- You Don’t Know Jack (Facebook) — 2012 — Через интеграцию с Facebook, а позже входит привязку к iOS/Android версиям.
- You Don’t Know Jack Party (Amazon Fire TV)

### The Jackbox Party Packсерий игр (2014-н.в.)
Игры Jackbox Party Pack — это отдельные коллекции нескольких партийных игр, предназначенных для онлайн-игр несколькими людьми, включая большую аудиторию, через потоковые веб-сайты, такие как Twitch. Начиная с 2014 года, Jackbox каждый год выпускает новый набор игр в этих пакетах.

### Самостоятельные игры
Jackbox Games разработала дополнительные игры, изначально ориентированные на мобильные устройства, после успеха основанной на Facebook игры You Don’t Know Jack. Они были выпущены в виде отдельных названий, в то время как некоторые из них были затем представлены как часть пакета Jackbox Party Pack.

#### Lie Swatter(2013)
Lie Swatter (рус. Мухи-Врухи) представляет игроку ряд утверждений, которые могут быть истинными или ложными, и игрок должен определить, какие из них являются ложью и «прихлопнуть» их. Игрок зарабатывает очки за правильно угаданные ответы (то есть не прихлопывая истинные утверждения и прихлопывая ложные).

#### Clone Booth(2013)
Clone Booth — это приложение для фотографий для мобильных устройств, которое позволяет сделать фотографию, а затем сделать ее цифровой манипуляцией в виде ряда исторических изображений акций, которые затем могут быть разделены с помощью мобильных устройств.

#### Word Puttz(2013)
Word Puttz — это однопользовательская игра для мобильных устройств. На каждом уровне игроку предоставляется лунка для мини-гольфа, включая тройник и чашку; могут присутствовать и другие препятствия. Цель состоит в том, чтобы создать слова, используя заданный набор буквенных плиток, чтобы создать путь от тройника к отверстию, в манере эрудита. Игрок оценивается на основе того, как мало слов они используют, а также значения точек этих букв в словах.

#### Fibbage(2014)
Fibbage (рус. Бредовуха)- это партийная игра, в которую играют до восьми игроков через потоковый канал. Он разбит на три раунда. В первых двух раундах каждый игрок имеет возможность выбрать одну из пяти случайно выбранных категорий, а затем всем игрокам предъявляется непонятный факт с отсутствующим словом или фразой. Каждый игрок тайно дает ответ на пропущенную фразу, пытаясь придумать ответ, который кажется законным. Если игроки вводят правильный ответ, им говорят об этом и рекомендуют ввести другой ответ. Затем игра представляет ответы всех игроков и правильный ответ случайным образом. Затем игроки должны выбрать правильный ответ. Если игрок выбрал правильный ответ, он набирает очки, а если другие игроки выбрали фальшивый ответ этого игрока, они также набирают очки для каждого игрока, который выбрал свой ответ. В заключительном раунде игра предоставляет один последний вопрос для всех игроков, чтобы ответить на него. Выигрывает игрок, набравший наибольшее количество очков в конце игры. После каждого вопроса игроки, включая членов аудитории, имеют возможность отметить один или несколько ответов как избранные, и игрок с наибольшим количеством избранных отображается в конце игры.
Улучшенные версии Fibbage (рус. Бредовуха), предлагающие новые вопросы/подсказки и дополнительные функции, были включены в различные пакеты Jackbox Party Packs.

#### Quiplash(2015)
Quiplash (рус. Смехлыст) разыгрывается в течение 3 раундов. В первых двух каждому игроку дается два вопроса, на которые нужно дать юмористический ответ. На каждый вопрос отвечают два случайных игрока. Затем этот вопрос показывается на экране вместе с двумя ответами от игроков, и потом игроки и зрители голосуют за вариант, который является самым смешным. Игроки, предоставившие ответы, получают очки в зависимости от того, сколько людей проголосовало за них. Если за игрока проголосовали все остальные участники игры, а так же большинство зрителей, то этот игрок получает «Смехлыст», а так же бонусные очки. В финальном раунде все игроки отвечают на один и тот же вопрос, а затем выбирают три самых смешных ответа. Победителем становится игрок, набравший в итоге наибольшее количество очков.
Quiplash (рус. Смехлыст) был разработан компанией Jackbox Games с целью создания игры, предназначенной для потоковой передачи и позволяющей аудитории быть активным участником, основываясь на их предыдущем успехе с аналогичной моделью игры Fibbage (рус. Бредовуха) и Drawful. Jackbox финансировали разработку игры на Kickstarter. Кампания, начавшаяся в марте 2015 года, требовала 15 000 долларов США и завершилась сбором более чем 30 000 долларов США от более чем 1600 спонсоров. Расширенные версии Quiplash (рус. Смехлыст) с большим количеством новых вопросов были включены в пакет Jackbox Party Packs.

#### Drawful 2(2016)
Drawful 2 (рус. Рисовач 2) — это автономная игра, выпущенная 21 июня 2016 года для Windows, OS X, PlayStation 4, Nintendo Switch, and Xbox One. Он следует тому же формату Drawful от 2014 года The Jackbox Party Pack. Игрокам преподносят любое слово или фразу, которую они должны попытаться нарисовать на холсте. Затем изображение показывается всем игрокам, которые пытаются угадать исходную фразу, с начислением очков игрокам, которые выбирают эту фразу, и игрокам, которые голосуют за свой ответ как за «правильную» фразу. Drawful 2 имеет дополнительные функции, такие как разрешение игрокам использовать два цвета для своих рисунков. Игра включает в себя поддержку пользовательских фраз, которые создаются в такой же партийной манере, как и сама игра, а затем могут быть переданы другим игрокам с помощью кода.

## Дополнительные ссылки
- jackboxgames.com — официальный сайт Jackbox Games